# Église Saint-Nicolas de Čabić

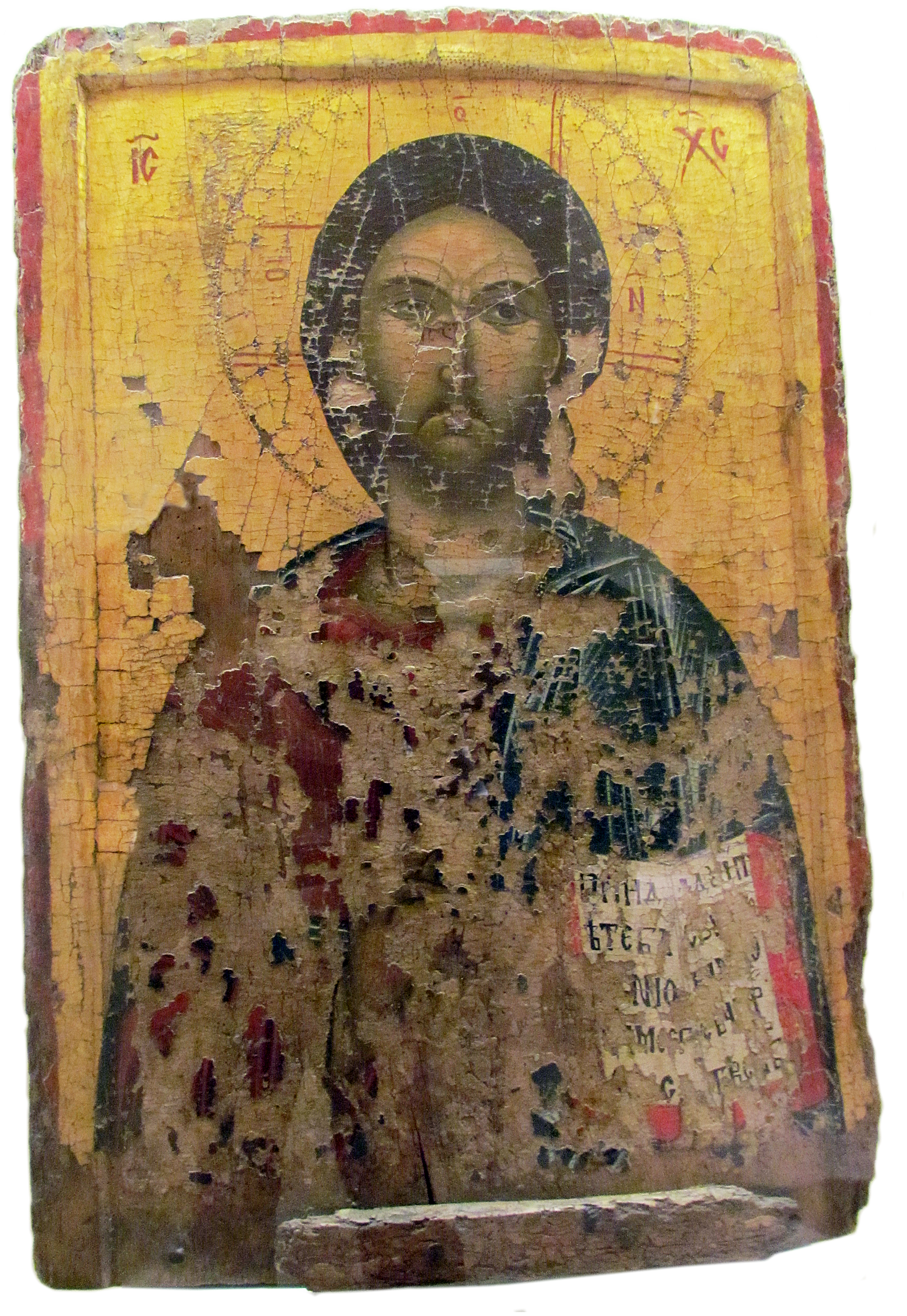
Christ de l'église Saint-Nicolas de Čabić près de Klina, seconde moitié du XVIe siècle.

Pour les articles homonymes, voir Église Saint-Nicolas.
L'église Saint-Nicolas de Čabić (en serbe cyrillique : Црква светог Николе у Чабићима ; en serbe latin : Crkva svetog Nikole u Čabićima) est une église orthodoxe serbe située à Çabiq/Čabić, au Kosovo, près de Klinë/Klina. Construite dans le premier quart du XVIIe siècle, elle dépend de l'éparchie de Ras-Prizren et est inscrite sur la liste des monuments culturels d'importance exceptionnelle de la république de Serbie. L'église est aujourd'hui détruite.

## Histoire et architecture
La localité médiévale de Çabiq/Čabić, qui était la propriété foncière la plus importante du monastère de Dečani, a été fondé au XIVe siècle. L'église Saint-Nicolas a été construite à la fin du XVIe siècle ou au début du XVIIe siècle. Elle était constituée d'une nef unique voutée en berceau. L'édifice était construit en pierres de taille, avec un toit couvert de pierre formant pignons et des arcs légèrement saillants sur les façades occidentales et orientales. La nef était prolongée d'une abside à trois pans, qui, à l'intérieur, abritait l'autel, avec une proscomidie et un diakonikon placés dans des niches.

## Décoration intérieure
L'église Saint-Nicolas abritait une iconostase qui n'était pas décorée de fresques mais qui abritait des icônes. En revanche, une partie de l'église était couverte de fresques représentant des figures en pied, un cycle de la vie de Saint Nicolas et un cycle des grandes fêtes liturgiques ; par la vivacité des couleurs et la facture du dessin, ces peintures ont pu être datées de la première moitié du XVIIe siècle. Les icônes, quant à elles, étaient considérées comme de meilleure qualité que les fresques.

## Restauration et conservation
Des travaux de restauration ont été réalisés sur le bâtiment et les fresques en 1968. L'église a été minée et rasée en 1999.